# Похождения Октябрины
Похождения Октябрины — советский комедийный немой фильм 1924 года, эксцентрическая комедия режиссеров Григория Козинцева и Леонида Трауберга. Первый фильм киностудии ФЭКС. Фильм считается утерянным, как и многие другие ранние русские фильмы был уничтожен в пожаре на студии в 1925 году. В рейтинге из 102-х самых значимых утраченных российских фильмов фильм занимает 4-ю строчку.

## Сюжет
Октябрина, комсомолка-управдом, выселяет на крышу нэпмана за злостную неуплату арендной платы. Там нэпман откупоривает бутылку пива, из которой появляется Кулидж Керзонович Пуанкаре. Это имя создано из имен антисоветских политиков того времени, которых регулярно «колотили» в советской прессе, таким образом имя должно символизировать воплощение зла. Нэпман и Кулидж решают ограбить Госбанк СССР, но Октябрина мешает их планам с помощью товарищей комсомольцев и современных технических чудес.

## Критика
Историк кино Николай Лебедев так оценивал фильм: «Это была ученическая работа, в которой молодые режиссёры торопились продемонстрировать перед зрителем весь прейскурант своих приёмов».

## Роли
- Зинаида Тараховская — Октябрина
- Евгений Кумейко — нэпман
- Сергей Мартинсон — Кулидж Керзонович Пуанкаре
- Антонио Цереп — рекламмен
- Фёдор Кнорре — от МОПРа
- Евгений Кякшт — поп
- Николай Боярчиков — дворник